# أياكو أوهارا
أياكو أوهارا (باليابانية: 上原彩子؛ بالكانا: うえはら あやこ) هي لاعبة غولف يابانية، ولدت في 22 ديسمبر 1983 في ناها في اليابان.

## وصلات خارجية
- الموقع الرسمي
- أياكو أوهارا على موقع رابطة لاعبات الغولف المحترفات (الإنجليزية)